# Obenhausen

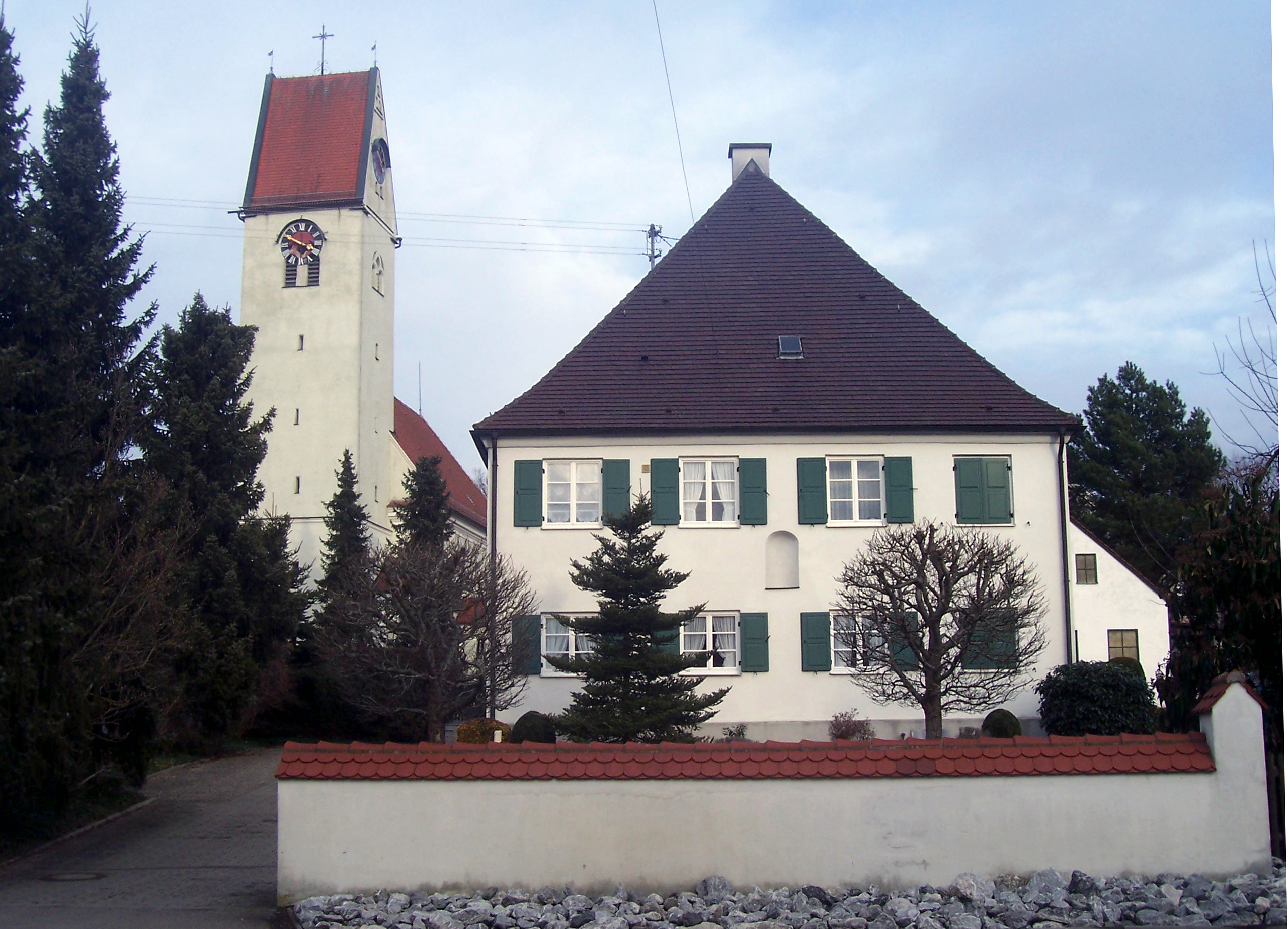
Clocher de l'église Saint-Martin et cure du village

Obenhausen est un village appartenant à la commune de Buch en Allemagne. Sa population comptait 783 habitants en 2010. Il se trouve à 25 kilomètres d'Ulm et de  Memmingen.

## Histoire
Le village date de la colonisation carolingienne et il est mis sous le patronage de saint Martin. Il est mentionné au milieu du XIIIe siècle grâce au seigneur local Conradus de Obinhusin. Il appartient ensuite aux seigneurs de Neuffen, hormis la partie haute vendue au patricien d'Ulm von Halle, puis aux seigneurs von Reyff et aux seigneurs von Rechberg. Il est confisqué au XVIe siècle, après la guerre de succession de Landshut, par l'empereur Maximilien Ier.
Obenhausen appartient à la fin du XVIIe siècle à l'abbaye de Rottenbuch qui le vend à la chartreuse de Buxheim. Après la sécularisation des biens fonciers de l'Église en 1803, le village passe en fief à différentes familles, dont les von Verger, puis Louis II de Bavière le donne en fief aux comtes von Moy en 1873, le comte Karl von Moy étant son premier maître de cérémonie. Ils font construire le château d'Obenhausen en style historiciste. Le château est actuellement toujours en possession des descendants de Karl von Moy.
L'église Saint-Martin est endommagée par des bombardements à la fin de la Seconde Guerre mondiale, avant l'occupation du village par l'armée américaine.
Le village appartient aujourd'hui à l'arrondissement de Neu-Ulm.

## Architecture

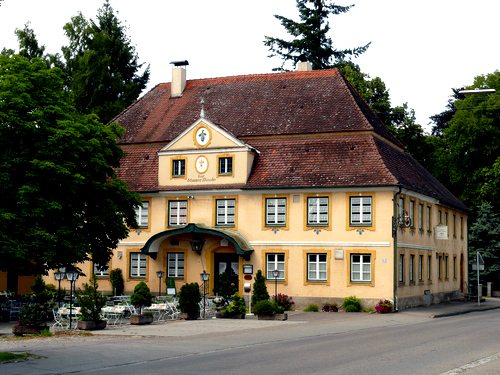
L'auberge Blaue Traube

Le village est fameux pour la qualité architecturale de ses édifices dont un certain nombre est inscrit au patrimoine historique:
- Église Saint-Martin avec sa cure (1724, réaménagée en 1847). Son clocher date du Moyen Âge tardif, la nef, le chœur et la sacristie de l'époque classique. On remarque une Crucifixion de l'école d'Ulm, du gothique tardif.
- Château d'Obenhausen appartenant aux comtes von Moy, ainsi que plusieurs bâtiments des communs, dont la maison du maître de chasse
- Chapelle funéraire des comtes von Moy construite  par Luitpold Gaiser selon les plans de Gabriel Seidl, au sud du cimetière. Sa mosaïque mariale au-dessus de la façade est remarquable
- Auberge Blaue Traube (La Grappe bleue), construite en 1800 et reconstruite en 1905-1906 par Gabriel von Seidl
- Ancien tribunal
- Ancienne laiterie
- Moulin Hetzenmühle (XVIIIe siècle), en fonctionnement jusqu'en 1962
- Moulin Untere Mühle

## Illustrations

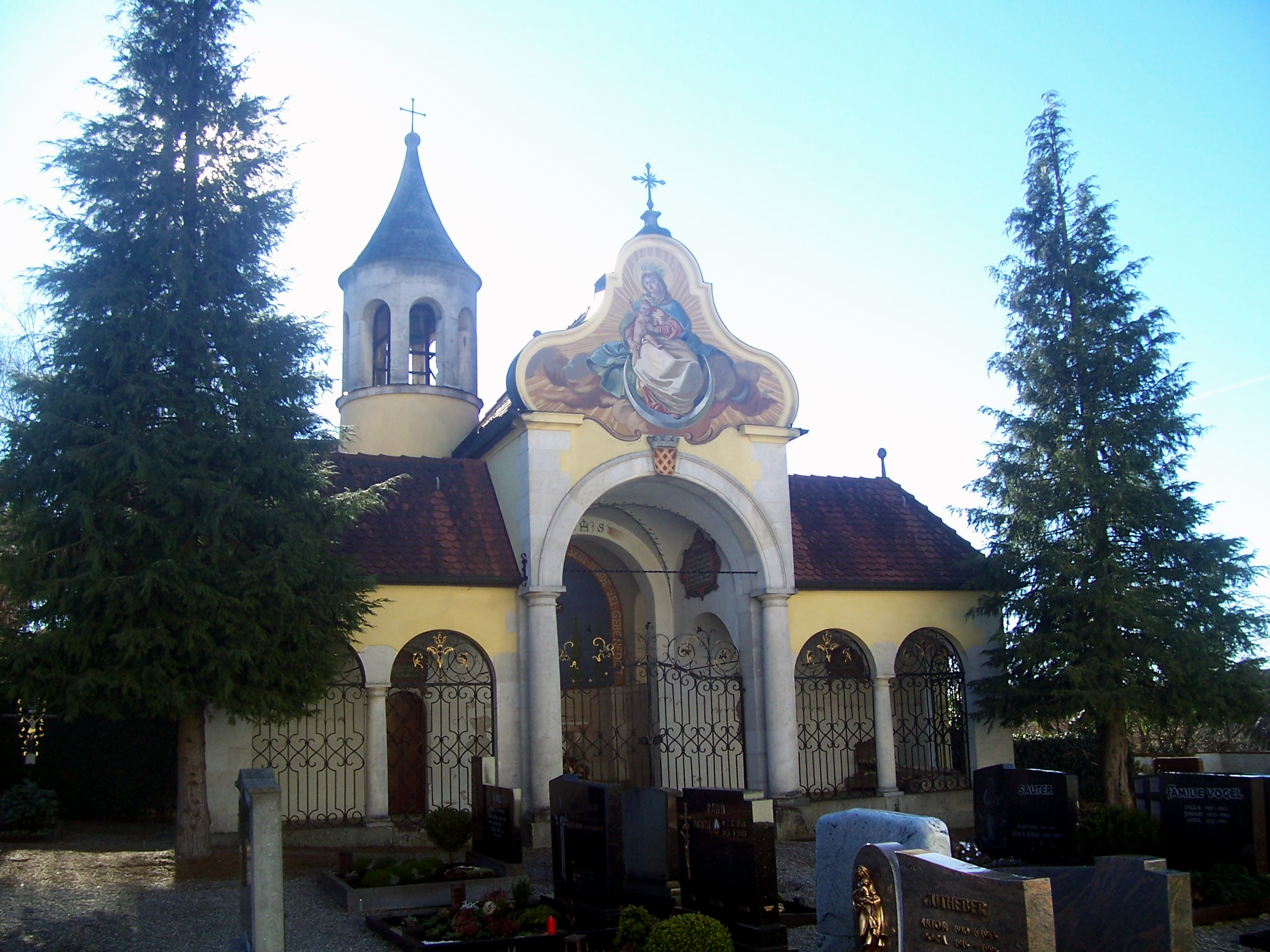
Chapelle funéraire des comtes von Moy
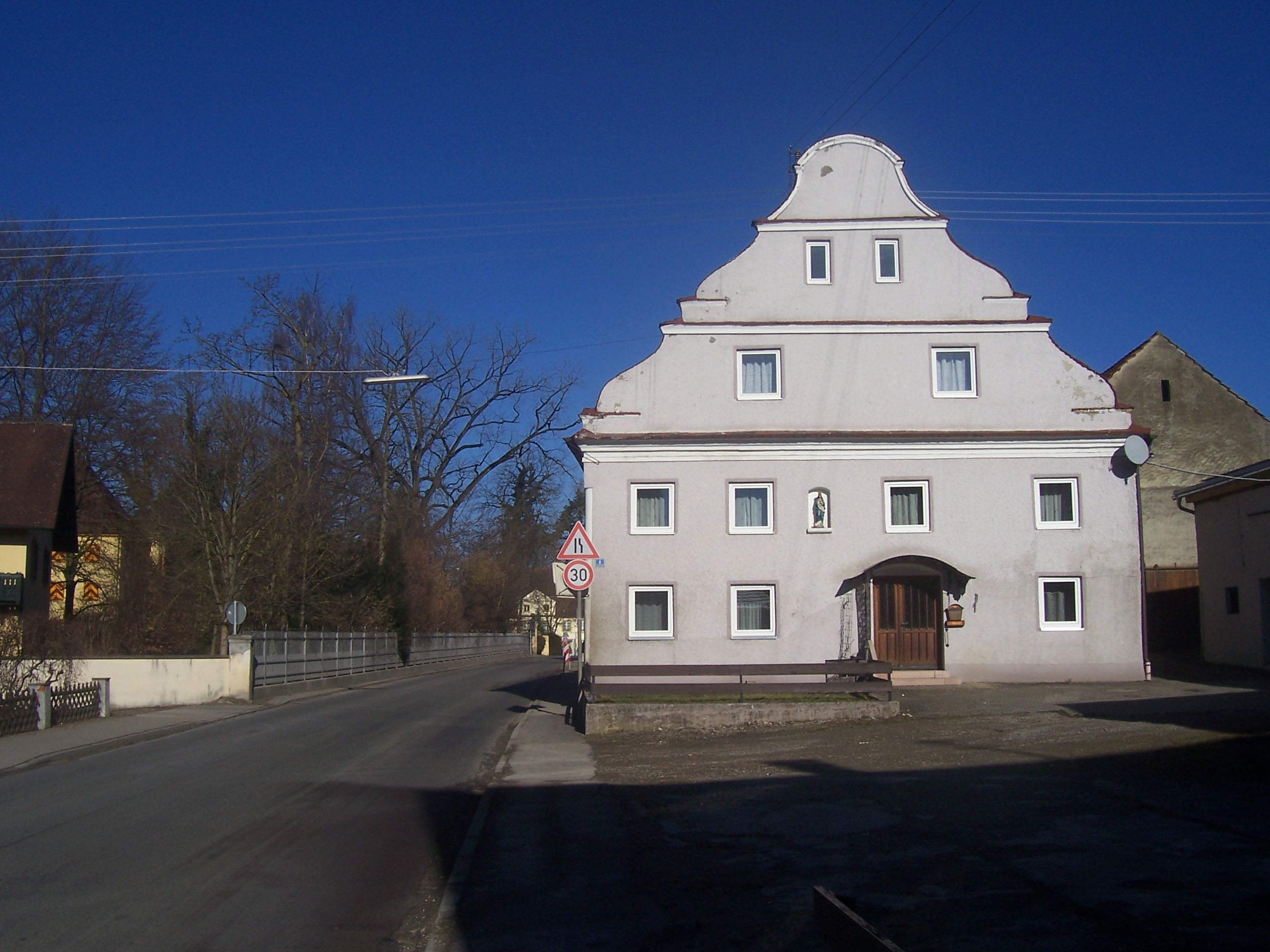
Ancien tribunal devenu ferme
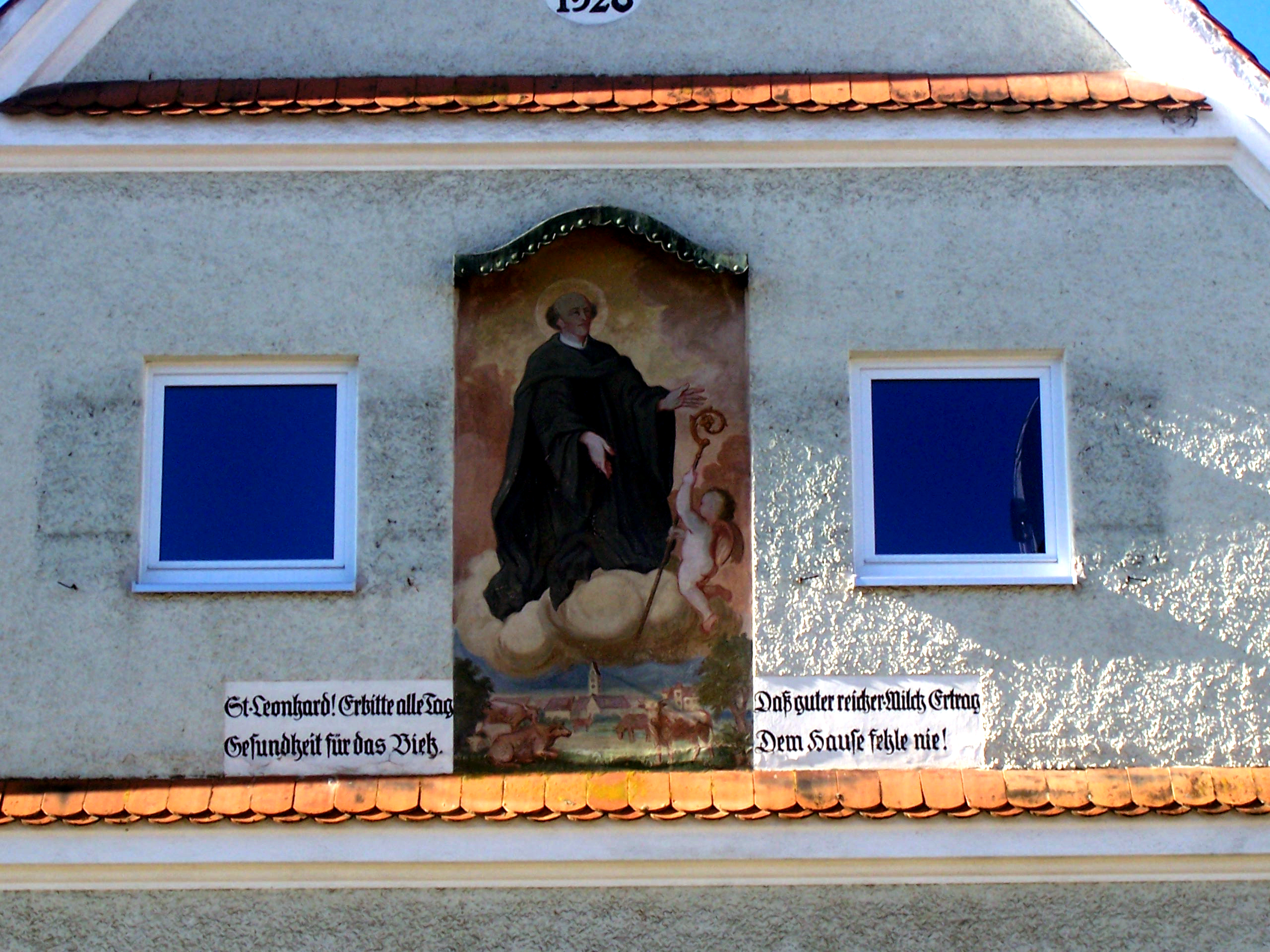
Façade de l'ancienne laiterie
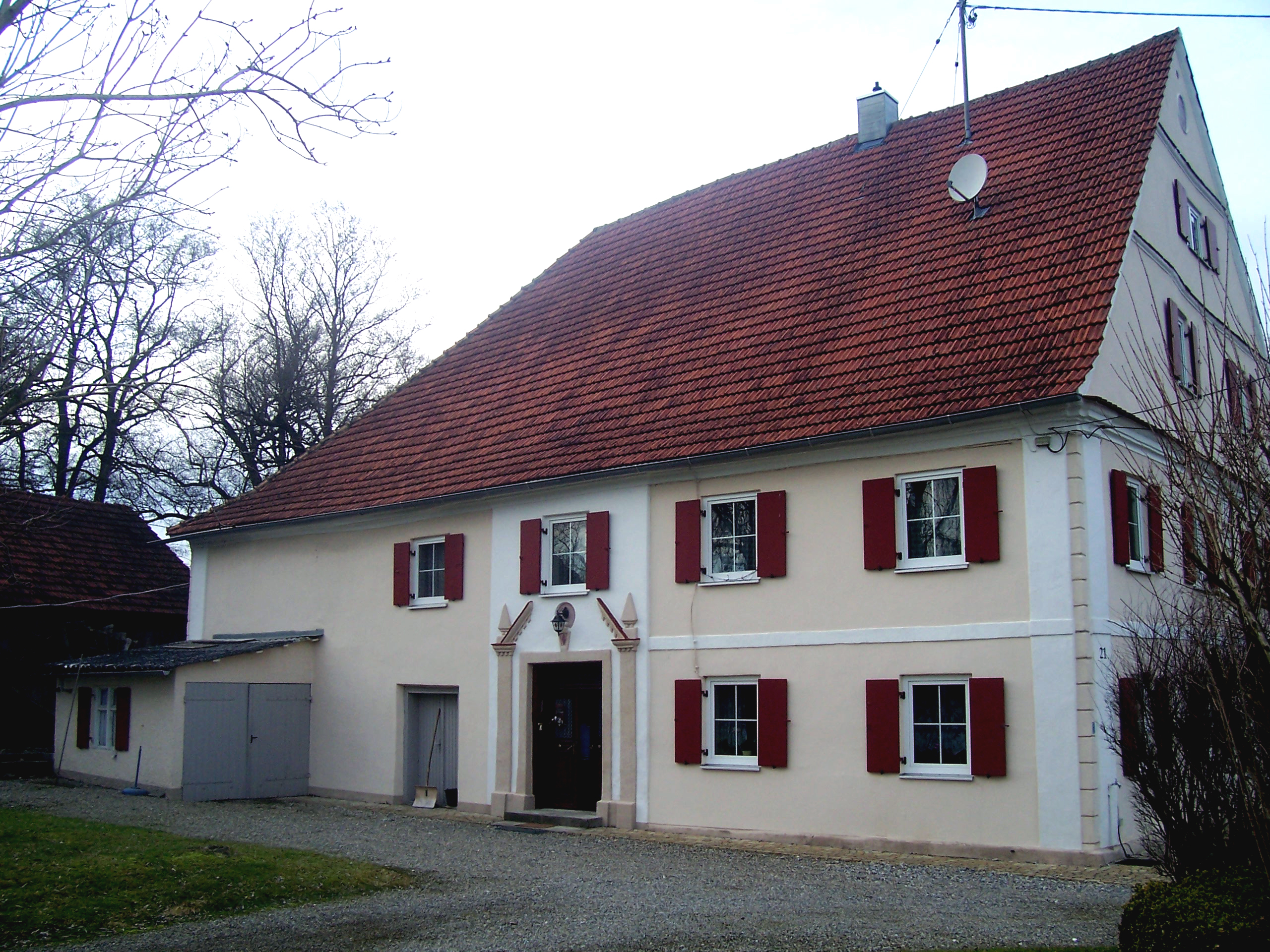
Le moulin Hetzenmühle
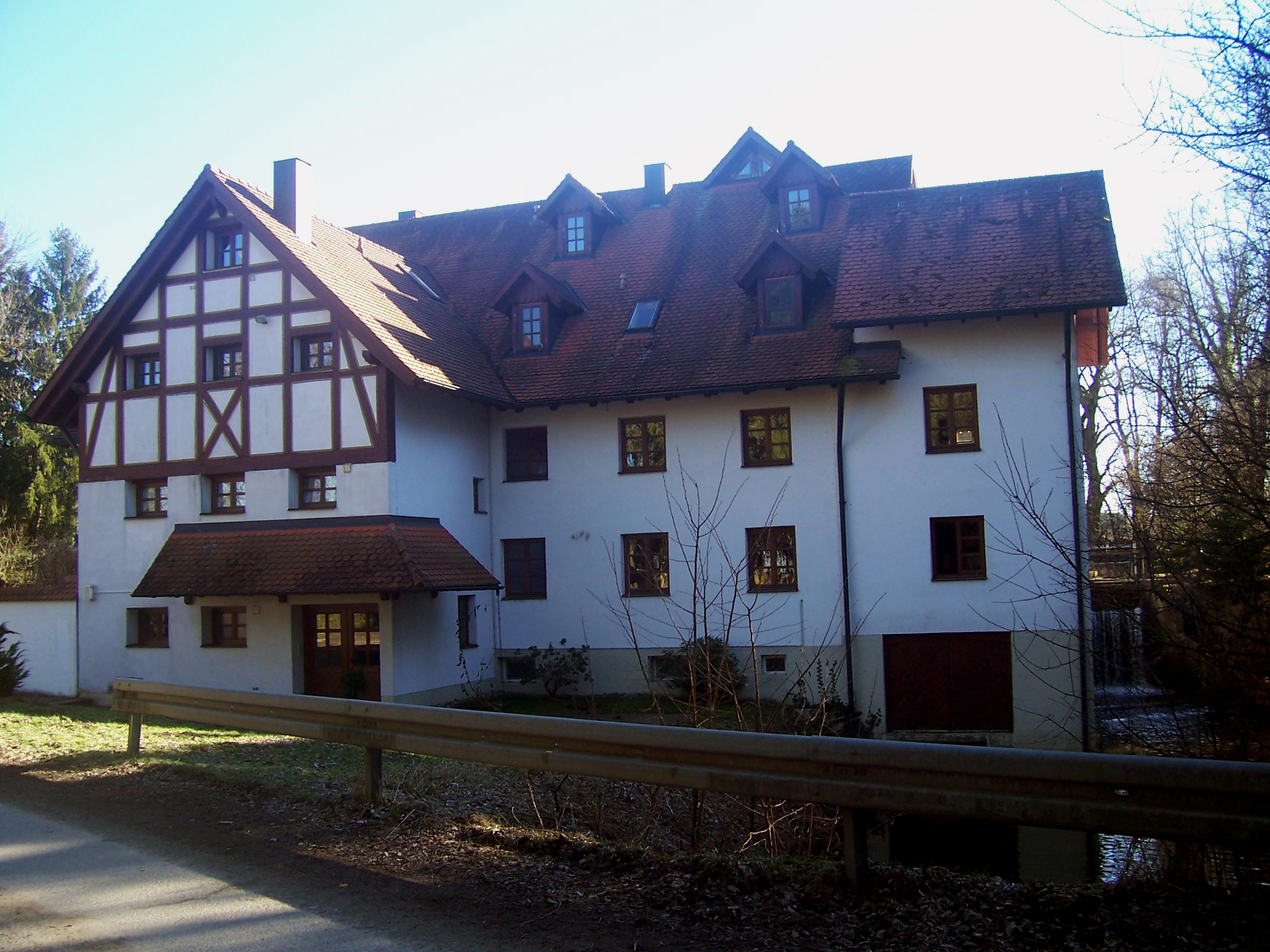
le moulin Untere Mühle
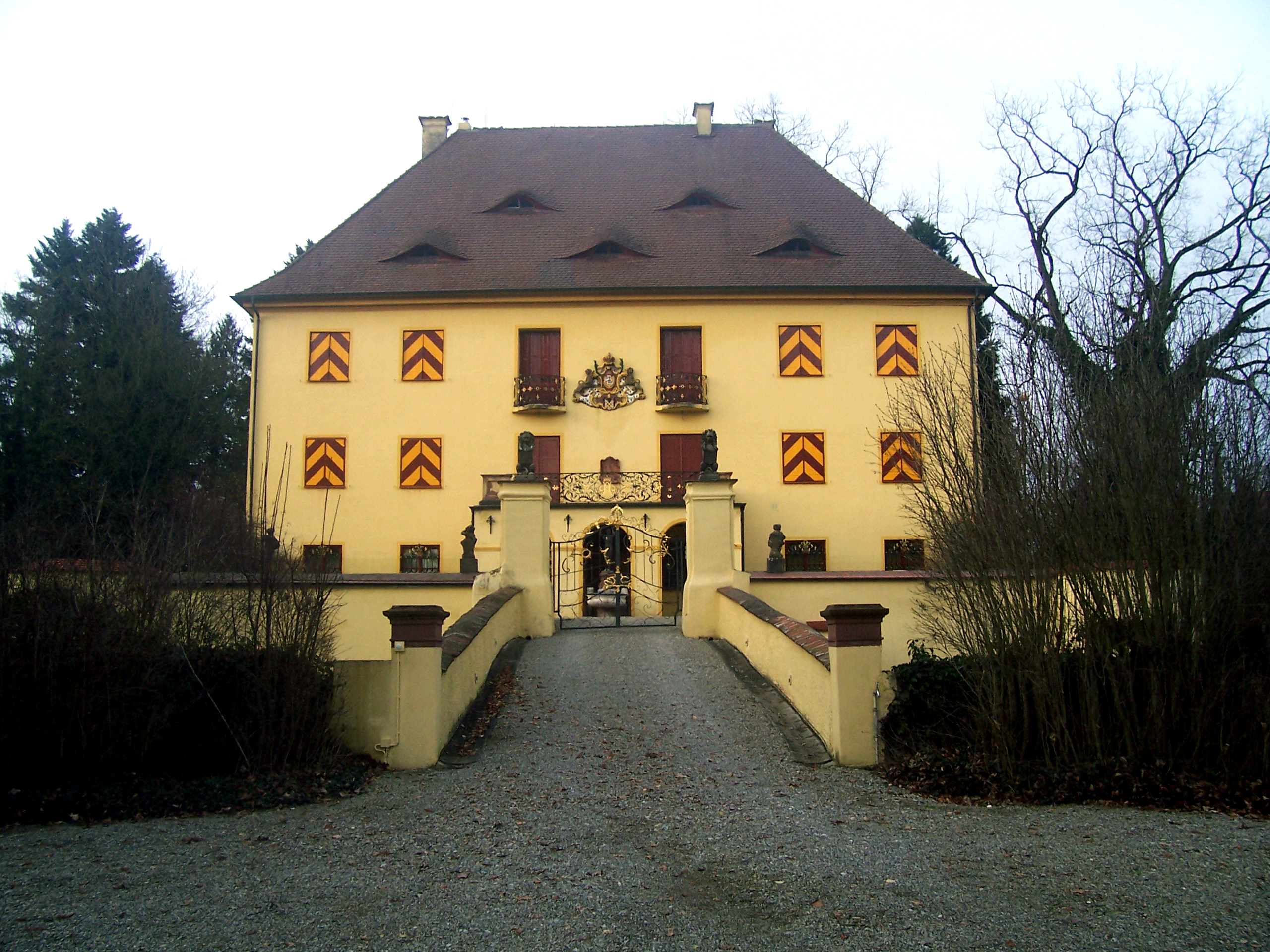
Château d'Obenhausen